# Kalcijeve anorganske spojine
Kalcij je alkalna zemeljska kovina in tvori nekaj anorganskih spojin. Na spodnjem seznamu so naštete vse spojine.

## Seznam
- Kalcijev acetat-Ca(OCOCH3)2,
- Kalcijev bikarbonat-Ca(HCO3)2,
- Kalcijev borid-CaB6,
- Kalcijev bromid-CaBr2,
- Kalcijev cianamid-CaNCN,
- Kalcijev cirkonat-CaZrO3,
- Kalcijev citrat-Ca3(C6H5O7)2,
- Kalcijev fluorid-CaF2,
- Kalcijev fluorofosfat-CaPO3F,
- Kalcijev fosfat-Ca3(PO4)2,
- Kalcijev gluconat-Ca(HOCH2(CHOH)4CO2)2,
- Kalcijev hidrid-CaH2,
- Kalcijev hidroksid-Ca(OH)2,
- Kalcijev hipoklorit-Ca(OCl)2,
- Kalcijev jodid-CaI2,
- Kalcijev karbid-CaC2,
- Kalcijev karbonat-CaCO3,
- Kalcijev klorid-CaCl2,
- Kalcijev molibdat-CaMoO4,
- Kalcijev nitrat-Ca(NO3)2,
- Kalcijev oksalat-CaC2O4,
- Kalcijev oksid-CaO,
- Kalcijev peroksid-CaO2,
- Kalcijev silikat-CaSiO3,
- Kalcijev sulfat-CaSO4,
- Kalcijev sulfid-CaS,
- Kalcijev titanat-CaTiO3,
- Kalcijev vodikov fosfat-CaHPO4,
- Kalcijev volframat-CaWO4,